# Karla Jaramillo
Pour les articles homonymes, voir Jaramillo.
Karla Jaramillo, née le 21 janvier 1997 dans la province d'Imbabura, est une marcheuse équatorienne. En 2019, elle remporte l'or sur le 20 000 mètres marche aux Championnats d'Amérique du Sud.

## Biographie
Karla Jaramillo débute l'athlétisme à l'âge de six ans et se tourne vers la marche athlétique quatre ans plus tard. Elle vit aujourd'hui à San Francisco del Tejar Alto près d'Ibarra en Équateur et s'entraîne au Colegio Nacional Ibarra.
En 2016, Karla Jaramillo termine 7e des Championnats du monde juniors d'athlétisme 2016.
Lors des Championnats d'Amérique du Sud d'athlétisme 2019, elle remporte la médaille d'or sur le 20 000 m marche en 1 h 30 min 52 s en établissant un nouveau record d'Amérique du Sud de la distance. Elle bat l'ancienne marque de 1 h 31 min 2 s 3 établit par la Colombienne Sandra Arenas en 2015. Grâce à ce record, elle se qualifie pour les Jeux panaméricains de 2019. Là, elle termine dans le Top 10 en décrochant la 8e place en 1 h 33 min 54 s.
Aux Championnats du monde d'athlétisme 2019 à Doha au Qatar, elle termine 18e du 20 km marche en 1 h 38 min 26 s. En 2020, elle remporte le Championnats sud-américain de marche athlétique à Lima (Pérou) en 1 h 34 min 58 s, quatre ans après avoir obtenu la troisième place lors de l'édition 2016.

## Palmarès
| Année | Compétition                              | Lieu            | Place  | Épreuve         | Temps           |
| ----- | ---------------------------------------- | --------------- | ------ | --------------- | --------------- |
| 2012  | Championnats d'Amérique du Sud de marche | Salinas         | 1re    | 5 km marche     | 24 min 49 s     |
| 2013  | Championnats d'Amérique du Sud juniors   | Chaco           | 1re    | 10 000 m marche | 49 min 05 s 84  |
| 2013  | Jeux sud-américains de la jeunesse       | Lima            | 1re    | 5 000 m marche  | 23 min 43 s 64  |
| 2013  | Championnats du monde jeunesse           | Donetsk         | 11e    | 5 000 m marche  | 24 min 34 s 18  |
| 2014  | Jeux olympiques de la jeunesse           | Nankin          | 7e     | 5 000 m marche  | 24 min 33 s 05  |
| 2014  | Jeux olympiques de la jeunesse           | Nankin          | 7e (h) | 8 x 100 m       | 1 min 58 s 60   |
| 2014  | Championnats du monde juniors            | Eugene          | 17e    | 10 000 m marche | 47 min 59 s 90  |
| 2014  | Championnats d'Amérique du Sud jeunesse  | Cali            | 1re    | 5 000 m marche  | 23 min 38 s 83  |
| 2014  | Championnats d'Amérique du Sud de marche | Cochabamba      | 1re    | 10 km marche    | 49 min 22 s     |
| 2014  | Coupe du monde de marche                 | Taicang         | 17e    | 10 km marche    | 48 min 26 s     |
| 2015  | Championnats d'Amérique du Sud juniors   | Cuenca          | 1re    | 10 000 m marche | 48 min 43 s 94  |
| 2015  | Championnats panaméricains juniors       | Edmonton        | 2e     | 10 000 m marche | 47 min 47 s 61  |
| 2016  | Championnats du monde juniors            | Bydgoszcz       | 7e     | 10 000 m marche | 46 min 15 s 24  |
| 2016  | Championnats d'Amérique du Sud de marche | Guayaquil       | 3e     | 10 km marche    | 50 min 16       |
| 2019  | Championnats d'Amérique du Sud           | Lima            | 1re    | 20 000 m marche | 1 h 30 min 52 s |
| 2019  | Challenge mondial de marche              | Lázaro Cárdenas | 7e     | 20 km marche    | 1 h 33 min 35 s |
| 2019  | Jeux panaméricains                       | Lima            | 8e     | 20 km marche    | 1 h 33 min 54 s |
| 2019  | Championnats du monde                    | Doha            | 18e    | 20 km marche    | 1 h 38 min 26 s |
| 2020  | Championnats d'Amérique du Sud de marche | Lima            | 1re    | 20 km marche    | 1 h 34 min 58 s |
| 2021  | Jeux olympiques                          | Tokyo           | 28e    | 1 h 36 min 32 s |                 |